# القحطانية (مدينة عراقية)
قرية القحطانية (بالكردية: Tel Ezêr - تل ئه‌زه‌ر)‏ هي قرية عراقية تقع في قضاء سنجار في محافظة نينوى شمال العراق.
تقع القرية جنوب جبل سنجار، وتعد من المناطق المتنازع عليها في العراق بين الحكومة المركزية وحكومة إقليم كردستان العراق. سكان قرية بابيرة يزيديون. وقد بلغ سكان القرية 28,000 نسمة في سنة 2014.
القحطانية إحدى القريتين التي استهدفتها تفجيرات 2007 التي استهدفت اليزيديين.